# Tera-100
La Tera-100 Supercomputadora francesa ubicado en el Comisariado Francés para la Energía Atómica, situado en la localidad de Essonne. Fue desarrollado por la compañía Bull SA por encargo de la Autoridad de Energía Atómica francesa (CEA). Puesto en marcha el 26 de mayo de 2010, alcanza un pico de rendimiento de 1,25 petaflops.
La máquina se utiliza para simular explosiones nucleares, lo que permite a las fuerzas armadas francesas garantizar la fiabilidad de su disuasión nuclear sin la realización de pruebas en vivo, afirmó la CEA.
El Tera 100 contiene 138.368 Intel Xeon, 7500 núcleos de procesamiento y 300 TiB de memoria, mientras que el sistema de archivos tendrá una capacidad de 500 GB/s, y de almacenamiento total de 20 PB, según aseguró la compañía Bull SA.
En cuanto al sistema operativo, emplea Bull XBAS Linux, un derivado de Red Hat Enterprise Linux.
Bull SA alcanzó sus objetivos en cuanto al rendimiento, haciendo  de Tera 100 la sexta computadora más potente del mundo y el equipo más potente de Europa, por delante de la supercomputadora de IBM JUGENE ubicada en el Centro de Investigación de Jülich (Alemania), según la lista TOP500 de noviembre de 2010.